# Jurak
Jurak je priimek v Sloveniji, ki ga je po podatkih Statističnega urada Republike Slovenije na dan 1. januarja 2010 uporabljalo 282 oseb.

## Znani nosilci priimka
- Damir Jurak, bobnar
- Goran Jurak (*1976), košarkar
- Gregor Jurak (*1972), kineziolog, plavalec
- Mihael Jurak, politik
- Mirko Jurak (1935-2014), literarni zgodovinar, anglist, univ. prof.
- Peter Jurak (1884-1944), duhovnik, celjski opat, dekan in mestni župnik, izgnan na Hrvaško
- Robert Jurak, kipar (s kovino)
- Sašo Jurak  (*1973), jadralec
- Tomo Jurak (*1952), pevec, kitarist in skladatelj
- Urša Jurak Kuzman, novinarka